# Grand Prix automobile de France 1986

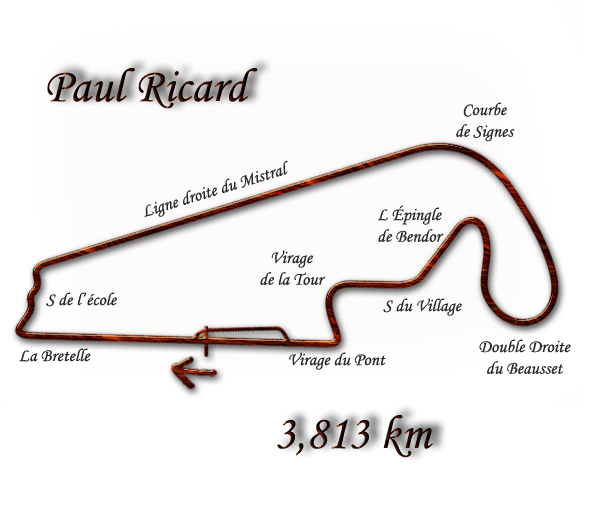
Tracé du circuit de Paul Ricard en 1986

Résultats du Grand Prix de France de Formule 1 1986 qui a eu lieu sur le circuit Paul Ricard le 6 juillet.

## Classement
| Pos. | No | Pilote             | Écurie                 | Tours | Temps/Abandon                      | Grille | Points |
| ---- | -- | ------------------ | ---------------------- | ----- | ---------------------------------- | ------ | ------ |
| 1    | 5  | Nigel Mansell      | Williams-Honda         | 80    | 1 h 37 min 19 s 272 (188,062 km/h) | 2      | 9      |
| 2    | 1  | Alain Prost        | McLaren-TAG            | 80    | + 17 s 128                         | 5      | 6      |
| 3    | 6  | Nelson Piquet      | Williams-Honda         | 80    | + 37 s 545                         | 3      | 4      |
| 4    | 2  | Keke Rosberg       | McLaren-TAG            | 80    | + 48 s 703                         | 7      | 3      |
| 5    | 25 | René Arnoux        | Ligier-Renault         | 79    | + 1 tour                           | 4      | 2      |
| 6    | 26 | Jacques Laffite    | Ligier-Renault         | 79    | + 1 tour                           | 11     | 1      |
| 7    | 7  | Riccardo Patrese   | Brabham-BMW            | 78    | + 2 tours                          | 16     |        |
| 8    | 27 | Michele Alboreto   | Ferrari                | 78    | + 2 tours                          | 6      |        |
| 9    | 8  | Derek Warwick      | Brabham-BMW            | 77    | + 3 tours                          | 14     |        |
| 10   | 3  | Martin Brundle     | Tyrrell-Renault        | 77    | + 3 tours                          | 15     |        |
| 11   | 17 | Christian Danner   | Arrows-BMW             | 76    | + 4 tours                          | 18     |        |
| Nc.  | 18 | Thierry Boutsen    | Arrows-BMW             | 67    | Non classé                         | 21     |        |
| Abd. | 16 | Patrick Tambay     | Lola-Ford              | 64    | Freins                             | 13     |        |
| Abd. | 11 | Johnny Dumfries    | Lotus-Renault          | 56    | Moteur                             | 12     |        |
| Abd. | 14 | Jonathan Palmer    | Zakspeed               | 46    | Moteur                             | 22     |        |
| Abd. | 4  | Philippe Streiff   | Tyrrell-Renault        | 43    | Incendie                           | 17     |        |
| Abd. | 29 | Huub Rothengatter  | Zakspeed               | 32    | Collision                          | 24     |        |
| Abd. | 22 | Allen Berg         | Osella-Alfa Romeo      | 25    | Embrayage                          | 26     |        |
| Abd. | 20 | Gerhard Berger     | Benetton-BMW           | 22    | Boîte de vitesses                  | 8      |        |
| Abd. | 19 | Teo Fabi           | Benetton-BMW           | 7     | Allumage                           | 9      |        |
| Abd. | 28 | Stefan Johansson   | Ferrari                | 5     | Alimentation                       | 10     |        |
| Abd. | 12 | Ayrton Senna       | Lotus-Renault          | 3     | Accident                           | 1      |        |
| Abd. | 21 | Piercarlo Ghinzani | Osella-Alfa Romeo      | 3     | Collision                          | 25     |        |
| Abd. | 24 | Alessandro Nannini | Minardi-Motori Moderni | 3     | Collision                          | 19     |        |
| Abd. | 23 | Andrea De Cesaris  | Minardi-Motori Moderni | 3     | Turbo                              | 23     |        |
| Abd. | 15 | Alan Jones         | Lola-Ford              | 2     | Accident                           | 20     |        |

## Pole position et record du tour
- Pole position : Ayrton Senna en 1 min 06 s 526 (vitesse moyenne : 206,337 km/h).
- Meilleur tour en course : Nigel Mansell en 1 min 09 s 993 au 57e tour (vitesse moyenne : 196,117 km/h).

## Tours en tête
- Nigel Mansell : 64 (1-25 / 37-53 / 59-80)
- Alain Prost : 16 (26-36 / 54-58)

## À noter
- 5e victoire pour Nigel Mansell.
- 26e victoire pour Williams en tant que constructeur.
- 11e victoire pour Honda en tant que motoriste.